# TBN 차차차 (전북주말)
김세아의 주말 TBN 차차차는 TBN 전북교통방송(전북권 FM 102.5㎒, 장수 FM 106.1㎒)에서 주말 낮 12시부터 1시 55분까지 방송된 전북권지역의 라디오 교양, 오락, 트로트, 최신음악 프로그램이다.

## 코너 소개

### 매일코너
- 이소다의 프로퀴즈 - 이소다(김세아)가 우아한 목소리로 내주는 재밌는 트로트 퀴즈
- 나타샤의 동네한바퀴 - 우즈베키스탄에서 온 나타샤(김세아)가 한국에 대해 알고 싶어서 동네 한 바퀴 돌고 왔어요! 나타샤와 함께 알아보는 잡학상식
- 콩닥콩닥 트로트 메들리 - 듣기만 해도 가슴이 콩닥콩닥 설레고 신나는 트로트 메들리

## 요일 코너

### 토요일
- 응답하라 00년생! : (청취자 전화연결) 오늘은 어떤 시대의 추억속으로 빠져볼까? 청취자와 함께 나누는 그 시절 추억 이야기

### 일요일
- 해결이 기가막혀~! : MC 김세아와 가수 육각수가 청취자 고민을 해결해드립니다! 티키타카 재밌는 고민 해결